# Ajuterique

Ajuterique é uma cidade hondurenha do departamento de Comayagua.